# Badevel
Badevel é uma comuna francesa na região administrativa de Borgonha-Franco-Condado, no departamento de Doubs. Estende-se por uma área de 3,73 km². Em 2010 a comuna tinha 828 habitantes (densidade: 222 hab./km²).